# Лучин, Тин
Тин Лучин (хорв. Tin Lučin; род. 16 августа 1999, Риека) — хорватский гандболист, выступает за гандбольный клуб «Нексе Нашице» и сборную Хорватии по гандболу. Серебряный призёр чемпионата мира 2025 года. Участник летних Олимпийских игр 2024 года.

## Карьера

### Клубная
Тин Лучин воспитанник гандбольного клуба «Замет Риека». Дебют в Премьер-лиге Хорватии состоялся в сезоне 2016/17 годов в составе «Замета».
Следующий сезон 2017/2018 годов провёл с чемпионом страны «Загребом», с которым отпраздновал победу в чемпионате и кубке Хорватии. Затем вновь возвратился в «Замет».
С 2019 года Лучин играл в испанской лиге в составе «Адемара Леона». В 2021 году подписал контракт с польским клубом первого дивизиона «Висла». С этой командой становился обладателем Кубка Польши в 2022, 2023 и 2024 годах, а также чемпионом в 2024 году.
В сезоне 2024/25 годов вернулся в Хорватию в команду «Нексе Нашице».

### Международная карьера в сборной
Хорватия заняла восьмое место на чемпионате Европы 2022 года, а Лучин забил 28 годов в семи сыгранных матчах.
В августе 2024 года был включён в состав Хорватии на Олимпийский турнир по гандболу. Сборная Хорватии, сыграв пять матчей не смогла выйти из группы А, а игроки команды завершили участие в турнире.
В 2025 году принял участие в чемпионате мира, который проходил в трёх странах, в том числе на домашней арене в Загребе. Сборная Хорватии, благодаря успешной игре Лучина, пробилась в финал турнира и завоевала серебряные медали.

## Награды
- Орден Хорватской звезды с ликом Франьо Бучара (10 марта 2025 года)[4].